# Derbin
Derbin és una petita illa deshabitada de les illes Krenitzin, un subgrup de les illes Fox de les illes Aleutianes orientals, a l'estat d'Alaska. Fa tan sols uns 850 metres de llargada per 200 d'amplada i es troba prop de la costa sud-oest de Tigalda. Va rebre el seu nom el 1935 pel U.S. Coast and Geodetic Survey per la seva proximitat a l'estret de Derbin, el canal existent entre les illes Avatanak i Tigalda. L'estret de Derbin deriva de "Derbenskoy", el nom rus publicat per Innocenci Veniamínov (1840).